# منمد
منمد (به انگلیسی: Manmad) یک منطقهٔ مسکونی در هند است که در بخش ناشیک (هند) واقع شده‌است. منمد ۸۰٬۰۵۸ نفر جمعیت دارد و ۵۸۰ متر بالاتر از سطح دریا واقع شده‌است.